# Ulf Uhlhorn
Ulf Uhlhorn, född den 27 december 1929, död den 20 mars 2009, var en svensk professor i mekanik vid Lunds universitet.
Uhlhorn studerade efter studentexamen fysik och matematisk statistik vid Stockholms högskola och disputerade i teoretisk fysik 1960 under Oskar Klein. År 1962 blev Uhlhorn professor vid Lunds universitet. Han invaldes 1970 som ledamot av Fysiografiska Sällskapet.
Uhlhorn intresserade sig främst för det nya intresse för kontinuumsmekanik som dök upp efter andra världskriget, och anammade snabbt de nya begrepp och metoder som detta medförde.